# Xantholinus linearis
Espèce
Xantholinus linearis est une espèce d'insectes de l'ordre des coléoptères et de la famille des staphylinidés (staphylins).